# Nguyễn Đăng Huân
Nguyễn Đăng Huân (chữ Hán: 阮登勳, 1805 - 1838), tự: Hy Khiêm, hiệu: Thạch Am; là quan triều Nguyễn (đời Minh Mạng) trong lịch sử Việt Nam. Ông nổi tiếng là vị quan "thanh liêm, cẩn thận, bình bị và gần dân" .

## Tiểu sử
Nguyễn Đăng Huân là người xã Hương Ngải, huyện Thạch Thất, tỉnh Sơn Tây (xã Hương Ngải, huyện Thạch Thất, thành phố Hà Nội). Gia đình ông có nhiều người đỗ đạt, cụ nội và ông nội đều đỗ Sinh đồ triều hậu Lê, cha ông là Nguyễn Đình Thực là Quốc Tử Giám Thượng đường Giám sinh. 
Năm Minh Mạng thứ 9 (Mậu Tý, 1828), ông thi đỗ cử nhân. Năm sau (1829, Kỷ Sửu), ông thi đỗ Đình nguyên, Đệ nhị giáp Tiến sĩ xuất thân Đệ nhất danh (Hoàng giáp) lúc 25 tuổi.
Ban đầu, ông được bổ chức Tri phủ Điện Bàn (Bình Định). Được vài năm vì cha mất, ông xin về chịu tang. Sau đó, ông được cử làm Lang trung bộ Lễ, từng được theo vua Minh Mạng đi tuần.
Nguyễn Đăng Huân lâm bệnh mất năm 34 tuổi.
Bài đối sách của ông trong kỳ thi Đình đã được chép trong Lịch khoa Hội Đình văn tuyển (Thư viện Viện nghiên cứu Hán Nôm, Hà Nội, ký hiệu: A.1759/2).
Nguyễn Đăng Huân kết bạn với Cao Bá Quát (1808-1854), Tiến sĩ Hà Tôn Quyền (1798-1839), Tiến sĩ Vũ Tông Phan (1800-1851), Phó bảng thứ 9 Nguyễn Văn Siêu (1799-1872), Phó bảng thứ 2 Dương Đăng Dụng (1804-18?), Phó bảng thứ 6 Diệp Xuân Huyên (1808-1847),.... Trong đó Phó bảng Diệp Xuân Huyên tự là Di Xuân hay Cổ hiên Diệp Huyên viết bài Nguyễn Đình nguyên bi ký để ghi lại sự tích, công trạng của Đình nguyên tiến sĩ Nguyễn Đăng Huân. Hiện nay, tấm bia này vẫn còn, thuộc địa phận Bia gai, xã Hương Ngải, huyện Thạch Thất, Hà Nội.
Ông có hai con trai, con trai cả của ông từng làm quan Tri huyện Gia Lộc (Hải Dương) sau được thăng làm Tri châu Mai Đà (Hòa Bình).

## Khen ngợi
Tuy Nguyễn Đăng Huân làm quan không lâu, nhưng rất được người đời khen ngợi. Sách Đại Nam chính biên liệt truyện chép:
..."Tính người (chỉ Nguyễn Đăng Huân) thanh liêm, cẩn thận, bình dị, gần dân. Mỗi khi đi thường đi bộ, xử đoán hết tình...hai bên nguyên bị đều phục.
"Khi theo xa giá đi tuần qua hạt cũ (chỉ Điện Bàn), nhân dân đón đường yết kiến, nhiều người đưa biếu tiền lụa, đều không nhận. Khi ông mất, túi quan vẫn rỗng tếch, duy chỉ có một cái áo mùa đông mới ban để khâm liệm. Đại thần ở Ngự sử đài đem việc tâu lên, vua (Minh Mạng) rất tiếc nói rằng: Đáng giận là lúc Đăng Huân còn sống không có ai đề cử đến. Rồi vua cho truy thụ hàm Lang trung, sai hậu cấp cho gia đình, lại sai quan địa phương phải thường xuyên thăm hỏi bà mẹ của ông. Sau dân Điện Bàn quý mến, thờ phụng ông ở Văn từ của quận".